# 400-й истребительный авиационный полк ПВО
400-й истребительный авиационный полк ПВО (400-й иап ПВО) — воинская часть Военно-воздушных сил (ВВС) Вооружённых Сил РККА, принимавшая участие в боевых действиях Великой Отечественной войны и Советско-японской войны.

## Наименования полка
За весь период своего существования полк своё наименование не менял:
- 400-й истребительный авиационный полк ПВО[1];
- Войсковая часть (Полевая почта) 54804[1].

## Создание полка
400-й истребительный авиационный полк начал формироваться на основе Постановления ГКО СССР 25 апреля 1944 года в составе 2-го гвардейского истребительного авиационного корпуса ПВО Ленинградской армии ПВО за счёт частей корпуса на самолётах Ла-5 по штату 015/325. Окончив формирование 12 мая 1944 года полк вёл подготовку к ведению боевых действий. 10 июня 1944 года полк в составе 2-го гвардейского истребительного авиационного корпуса ПВО Ленинградской армии ПВО вступил в боевые действия против фашистской Германии и её союзников на самолётах Ла-5.
18 июня 1944 года одержана первая (и единственная) известная воздушная победа полка в Отечественной войне: ст. лейтенант Воронцов, пилотируя Ла-5, в воздушном бою в районе н. п. Ряйсяля, сбил финский истребитель «Брюстер». 15 октября 1944 года полк исключён из действующей армии. Всего в составе действующей армии полк находился с 10 июня 1944 года по 15 октября 1944 года. В апреле 1945 года полк сдал матчасть в другие полки корпуса, выведен из состава 2-го гвардейского истребительного авиационного корпуса ПВО Ленинградской армии ПВО и железнодорожным эшелоном убыл на Дальний Восток в состав 149-й иад ПВО Приамурской армии ПВО. По прибытии к месту назначения в мае 1945 года получил на вооружение самолёты Ла-7.
За период боевых действий полком:
- Совершено боевых вылетов — 227
- Сбито самолётов противника — 1 (истребитель)
- Свои потери (боевые): самолётов — 1

В составе 149-й иад ПВО Приамурской армии ПВО принимал участие в Советско-японской войне на самолётах Ла-7 с 9 августа 1945 года по 3 сентября 1945 года.

## Командиры полка
- подполковник Пономарчук Степан Ефремович[1],

## Участие в операциях и битвах
- Советско-японская война (частью сил):
  - Сунгарийская наступательная операция — с 9 августа 1945 года по 2 сентября 1945 года.
  - Южно-Сахалинская операция — с 11 августа 1945 года по 25 августа 1945 года.

## Лётчики-асы полка
| Фамилия, имя отчество    | Награды | Сбито самолётов (+ в группе) | Примечание |
| ------------------------ | ------- | ---------------------------- | --- |
| Сысоев Василий Фёдорович |         | 6 + 0                        | Лётчик полка: 1945 год. Боевых вылетов: 85; воздушных боев: 15. Советско-японская война (1945): боевую работу вёл на Ла-7 в составе 400-го иап. Сбитых самолётов противника нет. |

## Самолёты на вооружении
| Период      | Самолёты | Фото                           | Период      | Самолёты | Фото |
| ----------- | -------- | ------------------------------ | ----------- | -------- | ---- |
| 1944 — 1945 | Ла-5     | Ла-5 в Музее на Поклонной горе | 1945 — 1946 | Ла-7     | Ла-7 |